# Apospasta fuscirufa
Apospasta fuscirufa là một loài bướm đêm trong họ Noctuidae.